# Філадельфійська історія (фільм, 1940)
Філадельфійська історія (англ. The Philadelphia Story) — чорно-біла романтична комедія, знята американським режисером Джорджем К'юкором. Екранізація однойменної п'єси Філіпа Баррі. Вважається своєрідним зразком жанру комедії про відновлення шлюбу.
У 1956 році режисер Чарльз Волтерс зняв другу екранізацію фільму, але вже в жанрі музичної комедії «Вище товариство» з Грейс Келлі, Френком Сінатрою, Бінгом Кросбі та Луї Армстронгом.
У 1995 році фільм був внесений до Національного реєстру фільмів, що мають «культурне, історичне або естетичне значення».

## Сюжет
Жінка з вищого товариства Філадельфії, сильної вдачі, Трейсі Лорд (Кетрін Гепберн) недовго утримувала свого першого чоловіка, плейбоя Декстера Гейвена (Кері Ґрант). Через два роки вона збирається вдруге вийти заміж за відомого бізнесмена-новобагатька (Джон Говард), що дуже зацікавило журнал «Шпигун», якому Декстер обіцяє необхідні сюжети для двох репортерів, журналіста Маколея Коннора (Джеймс Стюарт) та фотографа Ліз Імбрі (Рут Гассі).

## Ролі виконують
- Кері Ґрант — Сі. Кей. Декстер Гейвен
- Кетрін Гепберн — Трейсі Лорд
- Джеймс Стюарт — Маколей «Майк» Коннор
- Рут Гассі[en] — Елізабет «Ліз» Імбрі
- Джон Говард[en] — Джордж Кіттредж
- Роланд Янг — Вільям Кю. Трейсі (дядько Віллі)

## Навколо фільму
- Фільм був знятий за вісім тижнів і мав дуже мало дублів.
- Кері Грант вимагав найвищої зарплати — 137 000 доларів США, величезної суми на той час (еквівалент до 2860325 доларів США в доларах 2020 року). Однак, як виявилося, він пожертвував увесь свій заробіток Британському фондові допомоги війні.
- Фільм демонструвався у Радіо Сіті Мюзик Холі[en] протягом 6 тижнів, побивши попередні рекорди відвідуваності, встановлені в 1937 році Діснеєм мультфільмом «Білосніжка та семеро гномів» (1937). Лише в цьому одному місці фільм зібрав понад 600 000 доларів.
- Дві пісні, використані у фільмі («Над веселкою» і «Татуйована леді Лідія»), були написані на музику Гарольда Арлена та слова Едгара «Іпа» Гарбурга[en], прем'єри яких відбулися у фільмах компанії MGM 1939 року («Чарівник країни Оз» (1939) та «У цирку» (1939)).

## Нагороди
- 1940 Премія «Оскар» Академії кінематографічних мистецтв і наук (США):
  - за найкращу чоловічу роль — Джеймс Стюарт
- 1940 Премія Товариства кінокритиків Нью-Йорка:
  - найкращій акторці[en] — Кетрін Гепберн